# United National Front
Die United National Front (UNF, singhalesisch එක්සත් ජාතික පෙරමුණ, Tamil ஐக்கிய தேசிய முன்னணி, „Vereinte Nationale Front“) war ein Parteienbündnis in Sri Lanka unter Führung der United National Party (UNF), das von 2001 bis ungefähr 2010 existierte. Politisch gehörten die Parteien der UNF überwiegend in das konservativ-liberale Spektrum, es befanden sich aber auch kleinere Interessenparteien darunter.

## Geschichte
Die UNF wurde im Vorfeld der Parlamentswahl in Sri Lanka 2001 gegründet. Ziel der Gründung war die Bündelung der Kräfte der Oppositionsparteien unter Führung der UNP gegen die von der People’s Alliance geführte Regierung.
Zum Zeitpunkt ihrer Gründung gehörten der UNF die folgenden Parteien an:
- United National Party (UNP)
- Sri Lanka Muslim Congress (SLMC) – eine Partei der Muslim-Minderheit
- Ceylon Workers’ Congress (CWC) – eine Arbeiterpartei vor allem der tamilischen Plantagenarbeiter
- Up-Country People’s Front (UCPF) – eine Partei der Bergland-Tamilen.

Bei der Parlamentswahl 2001 konnte die UNF erhebliche Stimmen- und Mandatsgewinne verbuchen und ihr Spitzenkandidat Ranil Wickremesinghe wurde Premierminister. Die UNF verfehlte allerdings knapp die absolute Mehrheit. 2004 kam es zu vorgezogenen Neuwahlen, die von der neu gegründeten linksgerichteten United People’s Freedom Alliance (UPFA) gewonnen wurden, die auch anschließend die Regierung stellte. Auch die Präsidentschaftswahlen 2005 und 2010 wurden vom Kandidaten der UPFA, Mahinda Rajapaksa gewonnen. Die Parlamentswahl 2010 ging ebenfalls für die UNF verloren. In diesen Jahren verließen einige Gründungsparteien die UNF wieder und schlossen sich der UPFA an, so am 25. August 2006 der CWC und die UCPF und am 22. November 2010 nach der Parlamentswahl 2010 der SLMC. Die UNF hatte sich damit praktisch aufgelöst. Einen formellen Auflösungsbeschluss gab es allerdings nicht.
Die Nachfolgerin der UNF ist die kurz vor der Parlamentswahl 2015 unter Führung der UNP gegründete United National Front for Good Governance (UNFGG).